# ديفيد ستاف
ديفيد ستاف (بالإنجليزية: David Staff)‏ هو لاعب كرة قدم بريطاني في مركز الوسط، ولد في 8 نوفمبر 1979 في Market Harborough ‏ في المملكة المتحدة. لعب مع روشدين ودايموندز ونادي بوسطن يونايتد ونادي كامبريدج ستي ونادي كينغز لين.